# Août 1860

## Événements
- 1er aout, Espagne : inauguration de la section Valladolid-Venta de Baños du chemin de fer de Madrid à Irun et de la ligne de Venta de Baños à Alar del Rey (Compañia de los Caminos de Hierros del Norte)

- 3 août : traité entre le Portugal et le Japon.
- 15 août : le funambule William Leonard Hunt, surnommé grand Farini, traverse les Chutes du Niagara sur un câble.
- 19 août : nouvelle expédition franco-britannique en Chine qui bat une armée Taiping près de Shanghai.
- 20 août : départ de Melbourne de l'expédition Burke-Wills. Les explorateurs britanniques Robert O'Hara Burke et William J. Wills réussissent la traversée sud-nord l'Australie (fin en 1861).
- 21 août, Chine : des forces franco-britanniques s'emparent des forts chinois de Dagu, près de Tianjin.
- 24 août : les franco-britanniques occupent Tianjin.
- 25 août : inauguration du Pont Victoria (Montréal).
- 30 août : débarquement d'une expédition française en Syrie et au Liban, pour protéger les chrétiens maronites contre les druzes. Les maronites occupaient la fonction de paysans agriculteurs, et les druzes, celle de propriétaires terriens (cheikhs). À la suite d'une révolte des paysans contre leurs maîtres, les seigneurs druzes ripostent et l'emportent. On dénombre au total 22 000 victimes, dont 6 000 chrétiens au Mont-Liban et presque deux fois plus à Damas. Cet épisode est par la suite interprété, à tort, comme un massacre de chrétiens par les druzes. S'il s'agit au départ d'un conflit social, il n'en reste pas moins que ce massacre est le premier à cristalliser les antagonismes communautaires (et, partant, confessionnels) au Liban.

## Naissances
- 5 août : Oswald Wirth, écrivain suisse († 1943). Henri-Jean-Guillaume Martin, peintre français († 1943).
- 12 août :
  - Klara Pölzl, mère d'Adolf Hitler († 1907)
  - Gaston Paqueau, peintre français († 1896)
- 16 août : Jules Laforgue, poète français († 1887).
- 20 août : Raymond Poincaré futur président de la République française († 1934).
- 29 août : James Duncan McGregor, lieutenant-gouverneur du Manitoba.

## Décès
- 14 août : André Marie Constant Duméril, zoologiste français (° 1774).